# Васильевка (Токарёвский район)
Васильевка — село в Токарёвском районе Тамбовской области России. Входит в Чичеринский сельсовет. Малая родина Героя Советского Союза П. В. Миронова.

## География
Расположено на юге региона, по реке Клешня, в 6 км к востоку от районного центра, рабочего посёлка Токарёвка.
В селе девять улиц: Зареченская, Зелёная, Мира, Молодёжная, Новая, Садовая, Связистов, Советская, Школьная.

## Топоним
Названа по имени помещика Василия Николаевича Ростовцева.

## История
Первоначально — деревня. Впервые упоминается в 1850-м году.
До 2014 года село являлось административным центром Васильевского сельсовета.

## Население
| 2002 | 2010 |
| ---- | ---- |
| 355  | ↘280 |

### Национальный состав
Согласно результатам переписи 2002 года, в национальной структуре населения русские составляли 94 % от жителей.

## Известные уроженцы, жители
Павел Васильевич Миронов (8 [21] сентября 1900, село Васильевка,Тамбовская губерния — 29 октября 1969, Москва) — советский военачальник, генерал-лейтенант (22 февраля 1944 года). Герой Советского Союза (28 апреля 1945 года).

## Инфраструктура
Основа экономики — сельское хозяйство.
Действуют филиал Токарёвской средней школы № 1, Казанская церковь.

## Транспорт
Село доступно автотранспортом. Остановка общественного транспорта «Васильевка».